# Moorilla Hobart International 2010
Moorilla Hobart International 2010 — тенісний турнір, що проходив на відкритих кортах з твердим покриттям. Це був 17-й за ліком турнір. Належав до категорії International у рамках Туру WTA 2010. Відбувся в Міжнародному тенісному центрі в Гобарті (Австралія). Тривав з 10 до 16 січня 2010 року.

## Учасниці

### Сіяні учасниці
| Країна    | Гравчиня                | Рейтинг1 | Сіяна |
| --------- | ----------------------- | -------- | ----- |
| Іспанія   | Анабель Медіна Гаррігес | 27       | 1     |
| Ізраїль   | Шахар Пеєр              | 30       | 2     |
| Україна   | Катерина Бондаренко     | 31       | 3     |
| Україна   | Альона Бондаренко       | 32       | 4     |
| Іспанія   | Карла Суарес Наварро    | 33       | 5     |
| Канада    | Александра Возняк       | 34       | 6     |
| КНР       | Чжен Цзє                | 35       | 7     |
| Аргентина | Хісела Дулко            | 36       | 8     |

- станом на 4 січня 2010

### Інші учасниці
Нижче наведено учасниць, які отримали вайлдкард на участь в основній сітці:
- Софі Фергюсон
- Алісія Молік
- Олівія Роговська

Гравчині, що робились в основну сітку через стадію кваліфікації:
- Олена Балтача
- Кірстен Фліпкенс
- Алла Кудрявцева
- Роберта Вінчі

## Переможниці та фіналістки

### Одиночний розряд
Альона Бондаренко —  Шахар Пеєр, 6–2, 6–4.
- Для Бондаренко це був перший титул за сезон і другий за кар'єру.

### Парний розряд
Чжуан Цзяжун /  Квета Пешке —  Чжань Юнжань /  Моніка Нікулеску, 3–6, 6–3, 10–7.